# Roger Dévigne
Pour les articles homonymes, voir Dévigne.
Roger Dévigne (Jean-Marie, Gustave) est un écrivain et homme de lettres français, né le 11 septembre 1885 à Angoulême et mort le 28 octobre 1965, 22 quai de Béthune, Paris 4e, dans l'île Saint-Louis qui lui était chère. Il fut journaliste, poète, folkloriste, créateur de revues d'arts, premier directeur de la Phonothèque nationale de 1938 à 1953.

## Biographie
Il fait imprimer ses premiers poèmes à 8 ans.
Après des études à Angoulême, puis deux ans d'Hypokhâgne à Poitiers, il entre en Khâgne à Louis-le-Grand, à Paris, l'année 1905-1906 (où il fait connaissance d'André de Székély et de Vincent Muselli), et rate le concours d'entrée à l'École normale supérieure en fin d'année scolaire. Il entre en faculté et obtient sa licence de lettres à la Sorbonne.
En même temps que la revue La Foire aux chimères, le groupe d'Action d'art les Visionnaires est créé, en 1907, avec les poètes Lucien Banville d'Hostel, Gabriel-Tristan Franconi, Bernard Marcotte, André Colomer, Fernand Locsen, un sculpteur Célestin Manalt, un peintre André de Székély, entre autres ; l'acteur Louis Jouvet y participe à partir de l'été 1908. Roger Dévigne habite alors au 5e étage du 22 rue Daubenton (Paris 5e), où habitera Louis Jouvet après lui.
En juillet 1908, Louis Jouvet joue au Château du Peuple sa pièce Les Maîtres de la vie (que Roger Dévigne signe sous son pseudonyme Georges-Hector Mai), ainsi que Le Moulin des Chimères, de Bernard Marcotte à l'Université Populaire du Faubourg Saint-Antoine, avec le Théâtre d'Action d'Art (émanation du groupe d'Action d'Art les Visionnaires).
En 1909, il participe aux réunions mensuelles (les Hurle-aux-loups) du groupe d'Action d'Art Les Loups, avec Pascal Bonetti, Charles Dormier, Marcel Paÿs, Jean Raÿter, Hélène Seguin, André Tudesq, Robert Vallery-Radot, Gabriel Villard, Camille Gandelhom Gens-d'Armes, René Christian-Frogé, Henri Galloy, Edouard d'Hooge, Pierre Poclet. Anatole Belval-Delahaye anime ces réunions bruyantes.
Ses premiers poèmes publiés en 1910 retiennent l'attention d'Émile Verhaeren et d'Élémir Bourges.
Il travaille en 1911 aux Nouvelles de Marguerite Durand (comme chroniqueur littéraire et courriériste théâtral), puis au Radical jusqu'à la guerre de 14-18 ; en 1919 à l'Avenir, en 1920 à l'Ère nouvelle, en 1922 aux Nouvelles Littéraires et à la Dépêche de Toulouse (où il reste jusqu'en 1944 comme rédacteur en chef), vers 1928 à La Voix, vers 1929 à L'Impartial français, en 1931 et 32 il écrit dans les Enfants de France, et vers 1933 dans La République (sous le pseudonyme Nicolas Le Rouge).
En 1919, il crée au 29 quai d'Anjou, dans l'Île Saint-Louis, la Boutique de l'Encrier, une coopérative d'artistes, où il imprime sur une presse à bras, et organise des expositions d'artistes (dont les peintres Maurice Loutreuil,  Pétérelle, ou le sculpteur Georges Mathey).
Il donne des conférences à la Sorbonne, en particulier sur l'Atlantide et sur le folklore.
En 1932, il entre au Musée de la Parole et du Geste de l'Institut de phonétique de l'Université de Paris, au 19 rue des Bernardins, Paris 5e, comme sous-directeur, puis à sa création par le décret du 8 avril 1938 (en application de la loi sur le dépôt légal du 19 mai 1925), il devient le directeur de la Phonothèque nationale jusqu'en juillet 1953.
En 1936, son livre Ménilmontant est porté au cinéma par René Guissart. Le film sort dans les salles à Paris le 11 mars 1937.
En 1950, sous l'impulsion d'Henri Dontenville, il participe à la création de la Société de mythologie française, avec André Breton, Tristan Tzara et Joseph Delteil.
Il est de nombreuses années président de l'association des Charentais à Paris.
L'Académie française lui décerne le Prix Alfred Née pour l'ensemble de son œuvre.
En 1960, il lance le manifeste du Féérisme.
En 1961, parait sur France 2, à l'ORTF, son conte radiophonique Souvenirs de l'Ile Saint-Louis, d'après son manuscrit L'Ile amoureuse et galante, et cette année-là, il obtient le Grand Prix de Poésie des Poètes Français.
Décorations :
- le 11 novembre 1920 : Ordre Royal des Millions d'Eléphants et du Parasol Blanc (ancien nom du Laos) par Somdet Phrao Chao Sisavong Vong, roi de Luang Prabang (ville du nord du Laos)
- le 14 janvier 1925 : chevalier de la Légion d'honneur.
- août 1937 : officier de la Légion d'honneur

Il était très lié avec Louis Jouvet, Jean-Jacques Brousson, et bien d'autres.
Il a fait partie de nombreux mouvements d'artistes, dont Les Amis de 14.
Un de ses poèmes les plus connus est J'ai dans l'âme une odeur marine. (extrait) (intégral)

## Revues créées
- En décembre 1907, il crée la Foire aux chimères, revue illustrée d'Art, de Littérature et de Philosophie, avec André Colomer, Gabriel-Tristan Franconi et Bernard Marcotte. C'est l'organe du Mouvement Visionnaire. Elle comprend 4 numéros, de décembre 1907 à juin 1908. Dans le 1er numéro, Dévigne, sous le pseudonyme de Georges-Hector Mai, écrit un appel à la jeunesse, auquel le jeune Louis Jouvet répond très vite pour participer au Groupe d'Action d'Art, et en particulier au Théâtre d'Action d'Art, dont il devient le directeur.
- Fin 1909, naissance des Actes des poètes avec Albert-Jean, René Bizet, Monique, et Paul Vaillant-Couturier, revue auquel il participe pour les 5 premiers numéros, en tant que fondateur, rédacteur et gérant.
- En 1919, il compose et tire lui-même sur sa presse à bras la revue l'Encrier, revue des lettres, des arts et des rêves appliqués à la vie.
- En 1924, il crée la revue le Sémaphore de l'Île Saint-Louis, journal officiel de la Sérénissime République ludovisienne dont ses amis le proclame doge qui, à la tête d'un conseil des Dix, adresse à la Société des Nations un appel à reconnaître l'autonomie de l'île et dresse un programme de fêtes.
- En 1926, il crée les Études atlantéennes avec Paul Le Cour (dont il se sépare en 1927). La Société des études atlantéennes a pour projet de prouver scientifiquement si l'Atlantide a existé, et si oui, à quel endroit.  Il est dès le début le directeur de la Société des Études Atlantéennes, qui continuent sans Paul Le Cour après la scission.
- En 1953, avec Jean Rollin comme autre rédacteur, il crée la revue Orphée, revue internationale de folklore musicale, trimestrielle, dont le no 1 sort en octobre 1953.

## Œuvres

### Poèmes
- Les Bâtisseurs de Villes (Georges-Hector Mai), en 1910 (Gastein-Serge éditeur), enrichi de 8 dessins par André de Székély et d'un portrait de l'auteur
- Le Cheval magique, en 1924 (L'Encrier), dont les bandeaux ont été gravés pour le texte par Maximilien Vox-Monod, et les culs-de-lampe par Bernard Bécan
- Amicus, amicis, 5/8/1928, sur les presses de L'Encrier pour les éditions de l'Araignée Noire
- Maisons sur la mer, en 1935 (l'Encrier), pour lequel il reçoit le prix Jean Moréas en 1937
- Peint sur cellophane, en 1956
- Poèmes, en 1956 (l'Encrier)
- Poèmes d'amour, en 1960 (l'Encrier).

### Romans
- Janot, le jeune homme aux ailes d'or, orné de 8 bois coloriés par Georges Gimel, en 1921 (L'Encrier) et 1925
- Ménilmontant, en 1924 (Librairie Ollendorf), puis en 1937 avec des compositions de Jules Adler gravées à l'eau-forte par Raymon Haasen (Les Bibliophiles du Faubourg), ainsi qu'une édition en anglais en 1927, sous le titre The Gay Dreamers, an Idyl in Paris (Frederick A. Stokes Company, New York)
- Jeune Chef (dans une imprimerie), illustré par Huguette Godin, 1933 (Les Œuvres Représentatives, Paris)

### Fables, Contes et légendes
- Les Vies merveilleuses de Rip, Isabelle d'Égypte et Zacharie dit Cinabre, en 1929 (Crès éditeur, collection la Joie de Nos Enfants)
- Les douze plus belles Fables du Monde, illustré par André Hellé (Ed Berger-Levrault), 2e édition en 1947
- Le légendaire de France à travers notre folklore oral, illustré de gravures couleur et noir et blanc, 1942, prix Alfred-Née de l’Académie française en 1943
- Légendaire des provinces Françaises, en 1942 puis 1950 (Horizons de France) et réimprimé par Pygmalion en 1978

### Divers
- Amour de la typographie, en 1928 (la Lampe d'Aladdin)
- L'Atlantide, 6e partie du Monde, en 1923, par G.Crès, puis en 1931, Les Œuvres Représentatives (G. Crès), Paris
- Les Camelots de la reine, en 1928 (la Lampe d'Aladdin)
- Mon voyage en Atlantide, en 1929, qu'il imprime lui-même à l'Encrier
- Jean de Béthencourt, roi des Canaries, en 1944 (Didier, Toulouse)

## Sources
- Revue La Chandelle, nouvelle série no 1, printemps 1967.
- Article de Bernard Pivot, « Dans la semaine », Le Figaro, mars 1961.
- Histoire de la poésie française, Robert Sabatier, tome 2 du XXe siècle, Albin Michel (page 80).
- Une nouvelle école poétique, par Gérard de Lacaze-Duthiers, imprimé chez Berger et Chausse, Paris.
- Revue L'Œil bleu, no 3, mars 2007 : « Lyres et soucoupes. Quelques mots sur le passé et le présent des cafés poétiques » (p. 15-22) et « Les buveurs d'encre ou la dernière Bohême » (p. 22-28), par Roger Dévigne.
- Revue L'Œil bleu, no 10, février 2010: Bibliographie des revues: La Foire aux Chimères